# Nadorożniów
Nadorożniów – wieś na Ukrainie w rejonie tarnopolskim należącym do obwodu tarnopolskiego.
W II Rzeczypospolitej miejscowość w powiecie brzeżańskim województwa tarnopolskiego.
W latach 1940–1944 nacjonaliści ukraińscy z OUN-UPA zamordowali tutaj 2 Polaków.
Do 2020 w rejonie brzeżańskim.